# Abraham Ten Broeck

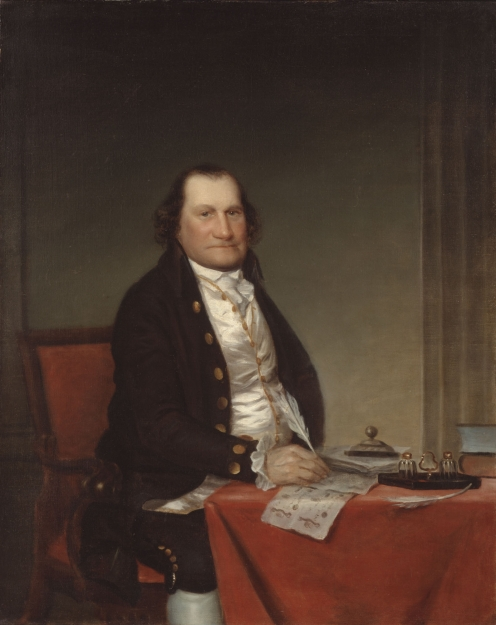
Abraham Ten Broeck

Abraham Ten Broeck (* Mai 1734; † 19. Januar 1810) war ein US-amerikanischer Politiker, Geschäftsmann und Brigadegeneral der Miliz. Er war zweimal Bürgermeister von Albany (New York) und der Erbauer einer der größten, noch stehenden Villen in dem Gebiet.

## Werdegang
Abraham Ten Broeck, holländischer Abstammung, war der Sohn von Dirck Ten Broeck, einem Politiker und zu Anfang 1746 Bürgermeister von Albany, und Margarita Cuyler. Ferner waren zwei seiner Urgroßväter, Dirck Wesselse Ten Broeck und Jan Jansen Bleecker, frühere Bürgermeister von Albany. Abraham wurde nach New York City geschickt, um dort eine kaufmännische Ausbildung im Haus seines Schwagers, Philip Livingston, zu absolvieren. Nach dem Tod seines Vaters 1751 ging er im Alter von siebzehn Jahren nach Europa, um dort mehr über Auslandsgeschäfte und die Kultur zu lernen. Er kehrte 1752 nach Albany zurück.
Ten Broeck machte sein Vermögen infolge von Handel in Albany. Ferner verfolgte er eine militärische und politische Laufbahn. Während der 1750er Jahre war er in der Provinzmiliz tätig. Dann wurde er 1759 in den Stadtrat gewählt und 1760 in die Assembly der Provinz New York. Im November 1763 heiratete er Elizabeth Van Rensselaer, eine Schwester des Patroon Stephen Van Rensselaer II. und Urenkelin des ersten einheimischen Bürgermeisters von New York City, Stephanus Van Cortlandt. Mitte der 1760er Jahre war Ten Broeck einer der reichsten Männern in Albany. Nachdem sein Schwager 1769 im Alter von 27 Jahren verstorben war, wurde Ten Broeck zum Co-Nachlassverwalter der Manor of Rensselaerswyck, eine Stellung, die er bis 1784 bekleidete, als sein Neffe, Stephen Van Rensselaer III., volljährig wurde.
Ten Broeck war weiterhin militärisch aktiv und wurde 1775 zum Colonel der Miliz des Albany County ernannt. Am 25. Juni 1778 wurde er zum Brigadegeneral von den Tryon und Albany County Milizen ernannt, allerdings später nur noch von der Albany County. Am 26. März 1781 trat er von diesem Posten zurück.
Er war von 1775 bis 1777 Mitglied des Provinzkongresses von New York und war 1777 Vorsitzender des Committee of Safety. Nach dem Tod von John Barclay und Abraham Yates, beides Bürgermeister von Albany, wurde Ten Broeck beide Male zum Bürgermeister ernannt und diente in dieser Stellung von 1779 bis 1783 sowie von 1796 bis 1798.
Die Ten Broecks lebten in einem Haus, das 1788 mit den der Häuser von Schuyler und Yates gleich angesehen wurde. 1797 brannte es in einem Feuer nieder, was mehrere Stadtblöcke zerstörte. Mit dem Bau der neuen Ten Broeck Mansion wurde bald danach angefangen, so dass die Familie dort Anfang 1798 wohnen konnte. Die historische Villa in Arober Hill steht noch heute.